# Queer-Theorie
Die Queer-Theorie (englisch queer theory) ist eine ab Anfang der 1990er Jahre in den USA entwickelte Kulturtheorie, die den Zusammenhang von biologischem Geschlecht (englisch sex), sozialem Geschlecht (englisch gender) und sexuellem Begehren (englisch desire) untersucht.
Die Queer Theorie teilt zentrale Anliegen der Kritischen Theorie, insbesondere die Analyse und Kritik gesellschaftlicher Machtverhältnisse, Normen und Hierarchien und die Frage nach gesellschaftlicher Emanzipation. Während die Kritische Theorie einen stärkeren Fokus auf ökonomische und materielle Bedingungen hat, legt die Queer Theorie den Fokus auf die Auflösung und Verschiebung von Identitäten und Normen, insbesondere bezüglich Geschlecht, Sexualität, Klasse, „Race“ und Behinderung.

## Überblick
Die Queer-Theorie geht davon aus, dass die Geschlechtsidentität und die sexuelle Identität durch Handlungen sozial konstruiert und reguliert werden (Doing Gender/Undoing Gender). 
Unter Rückgriff auf die Methoden und Erkenntnisse von Dekonstruktion, Poststrukturalismus, Diskursanalyse, Kritischer Theorie und Gender Studies hat die Queer-Theorie den praktisch-verändernden Anspruch, sexuelle Identitäten, Machtformen und Normen aufzulösen. Als wichtige poststrukturalistisch-postmodernistisch beeinflusste Theoretiker gelten u. a. Michel Foucault, Judith Butler, Eve Kosofsky Sedgwick und Michael Warner. 
Die neuere Queer-Theorie beschäftigt sich nicht nur mit der Dekonstruktion von Sexualität, sondern mit allen Aspekten der Kultur in Bezug auf Geschlechter und Geschlechterrollen und eventuell daraus resultierenden Ausbeutungsverhältnissen. Als einer der wichtigsten Punkte wird dabei die radikale Offenheit des Begriffes queer genannt, der in zahlreichen Debatten immer wieder durch Gruppen neu angeeignet werden müsse, die inkludiert werden wollen (z. B. schwarze Lesben, die aus dem Landproletariat kommen; heterosexuelle Sympathisanten queerer Einstellungen usw.). Diese Definition von queer als „radikale Offenheit durch immer wiederkehrende Reinterpretation des Begriffes“ ist nur eine mögliche Definition von queer. Dieser Definition ist immanent, missbraucht werden zu können; zum Beispiel von politischen Gruppen, die ihre Offenheit einzuschränken versuchen (z. B. queer als Synonym für LesBiSchwul und Transgender-Menschen usw.), oder von apolitischen Gruppierungen, die diese als „Spaßbezeichnung“ verwenden.
Eines der zentralen Themen der Queer-Theorie ist die Sprachphilosophie bzw. Sprechakttheorie, die schon bei der Bezeichnung „Queer-Theorie“ eine Rolle spielt, nämlich in der Wiederaneignung der ursprünglich abwertenden Bezeichnung queer, und dem revolutionären Praxisanspruch, diese in einen neuen Kontext zu setzen.
Queer Studies sind ein interdisziplinäres kulturwissenschaftliches Fachgebiet, das auf der Grundlage der Queer Theorie arbeitet.

## Vorgeschichte
Als erster Vordenker der Queer-Theorie gilt Magnus Hirschfeld, der um 1900 herum noch von einem biologisch-medizinischen Standpunkt aus versuchte, die Dichotomie, also die Zweigliedrigkeit der Geschlechter, zu widerlegen. Die Anthropologin Margaret Mead zeigt ab 1931 die kulturelle Variabilität der Geschlechterrollen. In seiner Geschichte der Sexualität (Sexualität und Wahrheit, Bd. 1–3) behauptet der Philosoph Michel Foucault, dass die Auffassungen über Sexualität und Homosexualität nicht auf natürlichen Gegebenheiten beruhten, sondern durch soziale und historische Gegebenheiten entstanden seien.
Zentral für die Entstehung der Queer-Theorie ist die Geschichte der queeren Bewegung. So zeigte sich bereits in den Kämpfen um das Stonewall Inn in den 1960er Jahren, dass in der Bar Stonewall Inn diejenigen verkehrten, die aus den Bars der Mittelklasse-Schwulen und -Lesben ausgeschlossen waren: obdachlose Jugendliche, „Trans*-Personen“, insbesondere of color. Sie waren es, die die Kämpfe mit der Polizei (Stichwort: Stonewall) trugen. 
In den schwulen (und lesbischen) Kämpfen wurde es seit den 1970er Jahren wichtig, dass Menschen sich eindeutig geschlechtlich identifizierten – Transpersonen wurden z. B. aus der Gay Activists Alliance 1973 ausgeschlossen, weil die Mainstream-Schwulen und -Lesben fanden, dass sie, eindeutig geschlechtlich und sexuell identifiziert, bessere Chancen zur Durchsetzung eines Antidiskriminierungsgesetzes hätten.
In den 1980er Jahren versammelten sich in der Queer-Bewegung Menschen, die vom lesbischen und schwulen Mainstream ausgeschlossen waren, der sich auf Lobbyarbeit fokussierte und Lesben und Schwule als quasi „ethnische Entitäten“ in die amerikanische Verteilungspolitik integrieren wollte. Diejenigen, die sich von diesen Bewegungen nicht mehr repräsentiert fühlten, nannten sich „in Abgrenzung zu weißen Mittelklasse-Schwulen und [-]Lesben ‹queer› […], lange bevor deren akademische Nachfahren sich diese Identität aneigneten“.

## Dekonstruktion und Selbstdefinition
Das bevorzugte methodische Werkzeug innerhalb der Queer-Theorie ist die Dekonstruktion von vergegenständlichten Kategorien, die Auflösung der Fixierung auf machtasymmetrische Binaritäten wie Weiß/Schwarz oder männlich/weiblich. Die Offenheit des Begriffs queer wurzelt in der dekonstruktivistischen Praxis, nach dem Ausgeschlossenen zu fragen und sich selbst durch Inklusion des Außenstehenden zu erweitern. Dem universalistischen Anspruch von queer sind trotzdem Grenzen gesetzt. Queer-Theorien gehen davon aus, dass Menschen sich selbst definieren sollen und dass diese Selbstdefinition die einzig gültige „Identitätserklärung“ ist. Das bedeutet, dass jeder Mensch den Begriff queer auf seine sexuelle Orientierung anwenden könne, um sich so zu inkludieren. Damit wird die Queer-Theorie immer weiterentwickelt und bleibt endlos.

## Richtungen
Im deutschsprachigen Raum werden innerhalb der Queer-Theorie drei verschiedene Richtungen unterschieden: die (feministisch)lesbisch-schwul queere Richtung, die lesbisch-bi-schwul-transgender queere Richtung und die plural-queere Richtung. Diese Unterscheidung spiegelt sich in der Queer-Theorie, aber auch in Initiativen und Projekten wider. Es gibt zahlreiche inhaltliche Überschneidungen zwischen den drei Varianten, zum Beispiel in Bezug auf die Kritik an Heteronormativität, Heterosexismus, die intersektionale Arbeitsweise und den Versuch, nicht-normative Lebensweisen zu etablieren.  Allerdings fassen die drei Varianten den Begriff queer unterschiedlich auf.
Die (feministisch)lesbisch-schwul queere Richtung begreift queer als Synonym zu lesbisch-schwul. Queer Studies gelten in dieser Variante als Feminist Studies oder Lesbian bzw. Gay Studies. Hervorgehoben wird in dieser Richtung auch die Verbindung zum Feminismus, wobei mit „queerfeministisch“ jene feministischen Ansätze bezeichnet werden, die sich auf feministische Theorie und Queer-Theorie bzw. Queer Studies beziehen. Als Erklärung für diese Interpretation von queer wird angeführt, dass queer in der BRD zu einem Zeitpunkt diskutiert wurde, als die schwul-lesbische Identitätspolitik in der Entstehung begriffen war.
Die zweite Variante sieht queer als Synonym für schwul, lesbisch, bisexuell und transgender an. Diese Auffassung findet sich häufig in studentischen Referaten an Hochschulen und in sozialpädagogischen Projekten. Indem Bisexuelle und Transgender einbezogen werden, werden „Denk- und Lebensräume für Menschen“ eröffnet, denen der „Zutritt nicht nur in heterosexuellen, sondern auch in lesbischen oder schwulen Communities lange verwehrt blieb und heute zuweilen noch verwehrt ist“.
Der dritte, plural-queere Ansatz, welchen Butler (1995), Sedgwick (1992) und Perko (2006) vertreten, übt queere Kritik an Konzepten wie Heterosexualität, Heteronormativität, einer Begrenzung der Analysen auf Sex/Gender, an einer Beschränkung auf eindeutige Identitäten sowie einer Bildung von abgeschlossenen Gruppen sowie Identitätspolitiken. Dagegen setzt der plural-queere Ansatz Geschlechtervielfalt, Antinormativität, eine intersektionale Verknüpfung von Sex/Gender mit Bereichen wie Race, Kultur, Herkunft etc. sowie Unbestimmtheit, Unabgeschlossenheit, Nicht-Identität, Gruppen ohne kollektiven Identitätsbegriff und Pluralität.

## Hauptthemen der Queer-Theorie

### Identitätspolitik
Eine der Wurzeln moderner Queer-Theorien liegt in den AIDS-Kampagnen der 1980er Jahre. Die bis dahin von lesbischwulen Organisationen (z. B. der Gay Liberation Front) vertretene Politik von Identität erwies sich im Zuge der Ausbreitung der Krankheit als inadäquat: Nicht „der Schwule“ und „die Lesbe“ (sofern sich in Bezug auf AIDS-Kampagnen Schwule und Lesben überhaupt zusammenfassen lassen können) sind von AIDS gefährdet, sondern auch andere, marginalisierte Sexualitäten, wie z. B. MSM (Männer, die Sex mit Männern haben). Eine identitätspolitische AIDS-Aufklärungskampagne würde diese heterogenen und sich selbst oft (noch) nicht einmal als „Gruppe“ bezeichnenden Gruppen nicht erreichen.
Im Zuge des Essentialismus-Konstruktivismus-Streits der 1980er und frühen 1990er Jahre wurde der Standpunkt, Identitätspolitik als veraltet zu sehen, dadurch erweitert, dass der Konstruktivismus auch von naturwissenschaftlicher (neurologischer) Seite Unterstützung erhielt: Wenn es keine Essenz, kein Wesen von Subjekten gibt, dann gibt es auch nicht die typische Lesbe bzw. den typischen Schwulen. Diese Entwicklung innerhalb der bis dahin als homogen aufgetretenen Gruppe der Schwulen und der der Lesben (oder auch der der Homosexuellen) kann dadurch erklärt werden, dass andere Faktoren, wie ethnische Zugehörigkeit, Klasse oder Religion als identitätsverwirrend bzw. -erweiternd hinzukamen und die Menschen sich dank der neuen Situation einer freundlicheren Umgebung (mehr gesellschaftliche Toleranz, beginnende Gleichstellung vor dem Gesetz) nicht mehr in (vermeintlich) einheitlichen Gruppen zusammenfinden mussten. Die widersprüchlichen Ansichten, Weltanschauungen und Einstellungen innerhalb der Lesben- und Schwulenbewegung kamen also zum Vorschein und destabilisierten sie – ein neues Konzept wurde erforderlich.
Einen weiteren Ansatz für Kritik an der herkömmlichen Identitätspolitik lieferten außerdem (u. a.) Michel Foucault und David M. Halperin, die eine Historisierung von Geschlecht, Geschlechterrollen und Sexualität betrieben. (Homo-)Sexuelle Identität war nicht zu jeder Zeit das, was man sich heutzutage darunter vorstellt, und abhängig von den jeweiligen gesellschaftlichen Rahmen- und Denkbedingungen: Ohne die Idee von Unterdrückung oder eine Theorie sexueller Orientierung fühlten sich „Homosexuelle“ vor Karl Heinrich Ulrichs zwar vielleicht unpassend, kriminell, abartig oder einfach unangenehm, aber nicht unterdrückt. Die Historisierung, also das „Vergeschichtlichen“ vermeintlich fixer und natürlicher Ausgangsgedanken und kulturanthropologischer Untersuchungen, zeigt, dass die europäische, moderne Konzeption der Zweigeschlechtlichkeit und Liebe nur eine von vielen gleichberechtigten und gleichursprünglichen Konzeptionen von Sexualität ist, und macht sie – auf Basis des Konstruktionsgedankens – hinterfragbar. Eine der ersten Autorinnen, die dieses Thema erkennt und explizit aufgreift, ist Judith Butler, die von subversiver Performanz spricht, um klassische Rollenbilder zu untergraben. Butler ist der Meinung, dass Identität zwar sozial konstruiert ist, jedoch nicht beliebig sein kann, man sie also nicht jeden Tag wechseln kann wie Kleidung.
Kritik an der Identitätspolitik nicht-queerer Homosexuellenorganisationen kam aber nicht nur aus der Theorie. Dreifach und mehrfach diskriminierte Randgruppen (schwarze Lesben – diskriminiert aufgrund von Ethnizität, sexueller Orientierung und Geschlecht) kritisierten die etablierte Ordnung innerhalb der Organisationen, deren Vordermänner eben meistens weiße Männer ohne Behinderung waren, und drängten in den Mittelpunkt. Auch in feministischen Kreisen konnte nun die Vormachtstellung der weißen, besitzenden Frau in Frage gestellt werden, und Rollenbilder innerhalb der feministischen und queeren Bewegung(en) wurden und werden erweitert. Aus queerer, nicht-identitätspolitischer Sicht ist es für eine sozial deklassierte weibliche Reinigungskraft oder auch für eine Prostituierte möglich, Frauenrechte innerhalb der Frauenbewegung zu fordern, auch wenn diese nicht dem Bild einer emanzipierten, modernen Frau entsprechen.
Queers of color weisen hierbei auf einen Zusammenhang von Rasse und Gender hin, zwei Konzepte, die nicht unabhängig voneinander analysiert werden können. Fatima El-Tayeb zeigt auf, wie eng Sexualität mit dem Konzept Rasse verbunden ist. Nach Ann Stoler wurde Sexualität im westlichen Denken nach dem Konzept Rasse modelliert. Vor dem Hintergrund wird hier auch eine weiße queer identity kritisch untersucht, wenn in der Queer-Theorie „trotz des einschließenden, grenzüberschreitenden Anspruchs … Weißsein zu oft als unhinterfragte Norm gesetzt“ wird, „statt als ‚Kopie ohne Original‘“ (Fatima El-Tayeb).

### Analyse von gleichgeschlechtlichen Lebensgemeinschaften
Die Queer-Theorie beschäftigt sich nicht nur mit der Micro-Ebene, der Identität des Einzelmenschen, sondern Identität wird auch über das Individuum in seiner Gruppe wie Familie, Freunde oder am Arbeitsplatz definiert (Meso-Ebene), sowie auch über die Makro-Ebene, bei der gesellschaftliche Gruppen und Regelungen einen Einfluss auf den Menschen haben. Dementsprechend untersucht die Queer-Theorie nicht nur die Gemeinschaften, die den queeren Menschen umgeben, sondern auch die Lebensgemeinschaften, die sie oder er bildet. Gleichgeschlechtliche Lebensgemeinschaften haben einen wesentlichen Stellenwert in der Bildung einer queeren Theorie. Das Standardwerk von Andreas Frank, „Engagierte Zärtlichkeit“, beleuchtet umfassend die Lebenssituation von Coming-Out, Homosexualität und gleichgeschlechtlichen Lebensgemeinschaften zur Jahrtausendwende.

### Materialitätsdiskussion
Ein oft geäußerter Vorwurf gegenüber der Queer-Theorie ist, es gebe „Materialität“ beispielsweise in Form binärer Geschlechter – und die Queer-Theorie setze sich nicht ausreichend damit auseinander. Mit Verweis auf Butler wird entgegnet, „wissenschaftliche Erkenntnisse“ (auch naturwissenschaftliche) seien gesellschaftlich hergestellt. Es wird darauf abgestellt, dass materielle Körper ihre Bedeutung erst in gesellschaftlichen Kontexten erlangten. Ihre Kategorisierung in Geschlechtskörper sei selbst schon gesellschaftliche Praxis, in den Körpern also nicht als Essenz und damit als vorgesellschaftlich „natürliche“ Gegebenheit zu finden. Dies gelte es für eine Queer-Theorie herauszuarbeiten und dabei nicht selbst in solche biologistischen Argumentationen zu verfallen (vgl. Voß, 2008; Voss, 2011).
Eindeutige binärgeschlechtliche Zeichen seien von vielfältigen Faktoren abhängig. So würden bspw. zur Ausprägung des Genitaltraktes des Menschen Einflüsse von 19 verschiedenen Genen auf mehreren Chromosomen beschrieben. Es gebe also nicht „die Geschlechtschromosomen“ X und Y, sondern auch die Chromosomen 1, 9, 11 …, die ebenfalls an der Ausprägung des „Genitaltraktes“ beteiligt seien (vgl. Schmitz, 2006; Voss, 2011). Dies lasse sich auch für weitere Merkmale zeigen. Die Sexualhormone Östrogen, häufig auch als „weibliches Geschlechtshormon“, und Testosteron, häufig auch als „männliches Geschlechtshormon“ bezeichnet, kommen in unterschiedlichen Konzentrationen bei weiblichen und männlichen Individuen vor und werden von einigen Wissenschaftlern eher den Wachstumshormonen zugeordnet (vgl. Ebeling, 2006). Dem wird entgegengehalten, diese seien – abhängig von ihrem Verhältnis – wesentlich für die androgenisierende Wirkung.
Anne Fausto-Sterling vertritt die Auffassung, die Ausprägung „materieller Körper“ sei gesellschaftlich hergestellt. So würden frühe Trainingsmöglichkeiten, Ernährung, Bewegung auch auf Muskulatur, Fettansatz, Knochenbau wirken. Fausto-Sterling behauptet, dass bei gleichen Möglichkeiten für Mädchen und Jungen, sich zu bewegen, sich zu raufen etc. sich auch die materiellen Körper gleichen würden. Es wird kritisiert, dass dabei die muskelaufbauende Wirkung von Testosteron ignoriert werde, die dazu führt, dass Männer bei gleichem Training mehr Muskelmasse aufbauen.

### Queere Kapitalismuskritik
Gerade im deutschsprachigen Raum waren Theoretikerinnen und Aktivistinnen des klassischen Feminismus sehr zögerlich, die Anregungen queerer Theoretiker aufzunehmen. Wesentliche Akteurinnen der Zurückweisung queerer Debatte waren in den 1990er Jahren die Feministischen Studien und waren und sind u. a. Barbara Duden, Gudrun-Axeli Knapp, Tove Soiland, Roswitha Scholz, Andrea Trumann. Sie verwiesen  auf eine neoliberale Entwicklung der Gesellschaft, zu der auch eine Vervielfältigung der Lebensweisen gut passe. Queer sei damit eher eine „Ausbildungsform“ neoliberaler Ideologie. Queere Theoretiker wie Antke Engel, Fatima El-Tayeb, Jin Haritaworn, Volker Woltersdorff und Nancy Peter Wagenknecht verwiesen hingegen auf das Potenzial von Queer-Theorie, Ausschlüsse, an denen auch der schwule, lesbische und feministische Mainstream klar geschlechtlich und sexuell identifizierter weißer Personen beteiligt ist, sichtbar zu machen. Die feministische Friedens- und Konfliktforschung weist darauf hin, dass nicht nur Queer in Herrschaftsweisen integrierbar sei und partiell integriert werde, sondern das auch für den „klassischen Feminismus“ gelte. Frauenrechte und Rechte sexueller Minderheiten würden zunehmend für die Durchsetzung imperialer Machtansprüche instrumentalisiert. Dass Queer von Beginn der Bewegungsgeschichte an herrschaftskritisches Potenzial enthält, emanzipatorische Praxen ermöglicht und sich gegen Kapitalismus wendet, zeigen aktuelle Veröffentlichungen, die sich den Überschneidungen von Geschlecht (und Geschlechternorm), Rassismus und Klassenverhältnissen im Kapitalismus zuwenden und – unterschiedliche – Vorschläge für herrschaftskritisches, gegen Kapitalismus gewandtes Streiten unterbreiten.

## Wichtige Vertreter
In ihrem Essay „The Straight Mind“ greift Monique Wittig diese Gedanken auf und kritisiert traditionelle und feministische Denkmodelle über das Geschlechterverhältnis gleichermaßen, da sie beide auf der heterosexuellen Grundannahme (straight mind bedeutet „heterosexueller Geist“) beruhten, dass es zwei deutlich voneinander zu trennende Geschlechter gebe; Geschlechtergrenzen seien vielmehr zu verwischen, da sie nur konstruiert seien (Heteronormativität). Diese Auffassung, die von Judith Butler aufgegriffen und ausgebaut wird, erklärt die auch in Deutschland zu beobachtende Sichtbarmachung des weiblichen Geschlechts als eine dem straight mind entsprungene Idee. Dieser Kritik wird jedoch entgegnet, dass nicht etwa die biologischen Geschlechter sichtbar gemacht werden sollen, sondern die existierenden Kategorien, die zu Ungleichbehandlungen führen.
Weitere wichtige Vertreter sind David M. Halperin, der sich mit der Geschichte der Homosexualität befasst, Eve Kosofsky Sedgwick, die das Phänomen der Homophobie untersucht, sowie Teresa de Lauretis und Gayle Rubin.

## Queer-Theorie im deutschsprachigen Raum
Im deutschsprachigen Raum führt die Queer-Theorie im Vergleich zu den USA eher ein Schattendasein. Viele der grundlegenden englischsprachigen Texte sind bisher unübersetzt. 2001 publizierte die AG LesBiSchwule Studien/Queer Studies des AStA der Universität Hamburg die erste deutschsprachige Aufsatzsammlung zur Queer-Theorie unter dem Titel Jenseits der Geschlechtergrenzen.
In Hamburg existierte auch seit 2003 das interdisziplinäre Studienprogramm Gender und Queer Studies. Die Vertretungsprofessur für Queer-Theorie (angebunden an die Soziologie) war drei Semester lang besetzt durch Antke Engel. Im Sommersemester 2005 lehrte Engel in Hamburg als erste von insgesamt drei Gastprofessorinnen zu Queer-Theorie. 2006 gründete Engel das Institut für Queer Theory mit Sitz in Hamburg und Berlin. „Es widmet sich der Geschlechter- und Sexualitätenforschung sowie ihrer Vermittlung in Öffentlichkeit und Praxis. Anliegen des Instituts ist es, rigide zweigeschlechtliche und normativ heterosexuelle Geschlechterverhältnisse kritisch zu hinterfragen und zu verändern“. Im Jahr 2008 wurde der Studiengang „Geschlechterforschung“ in Hamburg wieder abgeschafft. Es gibt aber inzwischen einige andere Universitäten in Deutschland, die den Studiengang anbieten.
Noch immer grundlegend sind die Publikationen von Sabine Hark zur Dekonstruktion lesbisch-feministischer Identitäten (v. a. deviante Subjekte). Wegweisend war seinerzeit die Herausgabe einiger grundlegender amerikanischer Basistexte durch Andreas Kraß 2003 (Queer Denken).
In ihrem Buch „Queer-Theorie, 2005“ und zahlreichen weiteren Artikeln (u. a. 2006) fokussiert Gudrun Perko in philosophisch-politischen Auseinandersetzungen zu Queer die plurale Variante von Queer Studies und stellt dabei Queer explizit in einen intersektionalen Zusammenhang. Entsprechend ausgerichtet bringt das Lehrbuch zu Gender und Queer von Leah Carola Czollek, Gudrun Perko und Heike Weinbach (2009) die Thematik mit dem Projekt Social Justice in Verbindung.
Schließlich findet sich in Innsbruck mit Christine Klapeer eine weitere Vertreterin der (kritischen) Queer-Theory. Anders als Antke Engel kommt Klapeer aus dem ideenwissenschaftlichen Zweig der Politikwissenschaft.

## Rezeption
Führende schwule Bürgerrechtler, wie z. B. LSVD-Vertreter Jörg Steinert, lehnen den queeren Ansatz ab. Sie knüpfen an die in den USA u. a. an die von Cathy J. Cohen vorgetragene Kritik an, wonach die Queer-Forschung durch die Dichotomie „hetero – queer“ einem unterkomplexen sexualisierten Machtbegriff aufsitze. Cohen kritisiert die Verdrängung der Lesben- und Schwulenforschung durch die Gender- und Queer-Forschung: Diese führe in ein politisches Vakuum und sei nicht anschlussfähig an kollektive politische Bewegungen, die weiterhin notwendig seien. Der Queer-Ansatz als Form des radikalen Dekonstruktivismus reduziere soziale Kategorien auf machtbasierte Diskurse und stelle die Existenz kollektiv geteilter Erfahrung und Identität in Frage. Das Bestreben nach Destabilisierung von Kategorien gehe so weit, dass Menschen, die sich selbst als Schwule und Lesben verstünden, mit dem Argument, ihre Identitäten seien zu einengend, als reaktionär abgelehnt würden.
Aus methodischer Sicht wird eingewendet, dass der im queeren Aktivismus beliebte Betroffenheitsansatz („sprechen sollen nur die, die betroffen sind“) keinerlei Erkenntnisgewinn durch Diskurs zu produzieren vermöge; er bleibe in der Narration stecken. Die geforderte Dekonstruktion der Identitätsbegriffe führe dazu, im Subjekt und seiner Sinngebung stets nur vorläufige und unabgeschlossene Setzung zu sehen, was der Erfahrung widerspreche, dass individuelle oder Gruppenidentitäten nicht permanent reflektiert oder gar gewechselt werden (können).
Aus marxistischer Sicht erscheint die Queer-Theorie mit ihrer Annahme, dass Geschlechteridentitäten individuelle Konstruktionen sind, als Spielart des subjektiven Idealismus und wird in die Nähe der Philosophie Fichtes gerückt. Anstatt eine solche Extremposition oder die gegenteilige einer vollständigen Naturalisierung von Geschlechteridentitäten einzunehmen, müsse es vielmehr darum gehen herauszuarbeiten, wie sich sexuelle Identitäten im Prozess der Produktion und Reproduktion historisch veränderten.
Dagegen erhebt Judith Butler Einwände gegen die von orthodoxen Marxisten angeblich getroffene Unterscheidung zwischen materieller Lebensweise und Kultur, zwischen (primärer) Verteilungsungerechtigkeit und (sekundär) mangelnder Anerkennung für Queers. Dahinter stehen die Streitfragen, ob die Diskriminierung von Queers materieller (so Butler) oder „nur“ kultureller Art, also durch mangelnde Anerkennung bedingt sei, und ob die heteronormative Regulierung der Sexualität und die traditionelle Familienstruktur als kapitalismusspezifisch anzusehen seien (so ebenfalls Butler). Nancy Fraser weist hingegen darauf hin, dass die heteronormativen Regulierungen tief in die Institutionen der kapitalistischen Gesellschaft eingelassen seien; sie seien jedoch nicht hardwired (festverdrahtet) mit den materiellen Produktionsverhältnissen. Sie weist die funktionalistische These Butlers zurück, wonach die heteronormalen Familienstrukturen auch heute noch durch die Produktionsweise determiniert und für deren Existenz funktional notwendig seien. Denn da in der spätkapitalistischen Gesellschaft das Verhältnis zwischen der Privatsphäre und der Produktion immer komplexer werde und der gegenwärtige Kapitalismus nicht zwingend auf heterosexuelle Menschen angewiesen sei, stelle der Kampf der Lesben, Schwulen und Queers das System keineswegs in Frage. Unter Verweis auf Marcel Mauss und Claude Levi-Strauss fordert sie vielmehr die Dekonstruktion der quasi-ontologischen Unterscheidung von Ökonomie und Kultur durch ihre „Historisierung“.  
Aus praktisch-politischer Sicht wird kritisiert, ein Ansatz, der versucht Verletzungen direkt in Politik umzusetzen und aus der eigenen Machtlosigkeit den Anspruch auf moralische Überlegenheit abzuleiten, münde in eine Opferkonkurrenz, die von den institutionalisierten Machtverhältnissen ablenke. Roswitha Scholz sieht daher in der Queer-Theorie eine „Verharmlosung“ und „Entnennung“ der Tatsache, dass die Kategorie Geschlecht nach wie vor ein zentrales Gesellschaftsproblem und eine Basis gesellschaftlicher Strukturen sei.
Harriet Malinowitz kritisiert den technizistischen Jargon der akademischen Queer-Forschung, der mithilfe des von dieser beanspruchten Privilegs der (Neu-)Benennung sozialer Phänomene zur erneuten Exklusion ganzer Gruppen führe. Gloria Anzaldúa kritisiert, die überwiegend weiße Queer-Forschung erzeuge Abstraktionen über die colored queers und  strebe so danach, Kontrolle über die Wissensproduktion auszuüben.